# Réservoir Cabonga
Réservoir Cabonga är en sjö i Kanada. Den ligger i provinsen Québec, i den sydöstra delen av landet. Réservoir Cabonga ligger 361 meter över havet och arean är 404 kvadratkilometer (677 kvadratkilometer inklusive öar).